# Aspergillus spathulatus
Aspergillus spathulatus är en svampart som beskrevs av Takada & Udagawa 1985. Aspergillus spathulatus ingår i släktet Aspergillus och familjen Trichocomaceae.   Inga underarter finns listade i Catalogue of Life.